# Teleocichla gephyrogramma
Teleocichla gephyrogramma és una espècie de peix de la família dels cíclids i de l'ordre dels perciformes.

## Morfologia
- Els mascles poden assolir 4,6 cm de longitud total.[1][2]

## Hàbitat
Viu en zones de clima tropical entre 26 °C-33 °C de temperatura.

## Distribució geogràfica
Es troba a Sud-amèrica: riu Xingu (conca del riu Amazones) a Cachoeira de von Martius (Brasil).